# Yasuoka Masaomi
Yasuoka Masaomi (安岡 正臣 (An Cương Chính Thần) sinh ngày 21 tháng 7 năm 1886 mất ngày 12 tháng 4 năm 1948), là một vị trung tướng Lục quân Đế quốc Nhật Bản trong chiến tranh thế giới thứ hai.

## Tiểu sử
Yasuoka sinh ra ở tỉnh Kagoshima. Năm 1906, ông tốt nghiệp khóa 18 Trường Sĩ quan Lục quân (Đế quốc Nhật Bản); năm 1914, tốt nghiệp khóa 26 Đại học Lục quân (Đế quốc Nhật Bản). Sau khi làm việc ở vị trí văn phòng, ông chuyển tới Trung đoàn Bộ binh 51, vào năm 1922, ông trở thành chỉ huy trung đoàn này. Năm sau, ông trở thành tham mưu trưởng Sư đoàn 9 và năm 1927, làm tham mưu sư đoàn 16.
Từ năm 1930- 1932, ông chỉ huy trung đoàn Bộ binh 49. Năm 1932, ông chuyển tới làm tham mưu trưởng Sư đoàn 5. Năm 1935, Yasuoka được thăng hàm thiếu tướng và chỉ huy Sư đoàn Bộ binh 30. Từ năm 1936-1937, ông làm hiệu trưởng Trường Thiết giáp Lục quân Chiba. Tháng 3 năm 1938, ông được thăng hàm trung tướng và chỉ huy Sư đoàn Hỗn hợp Độc lập 1.
Khi chiến tranh Trung-Nhật nổ ra, chuyên môn chiến tranh thiết giáp của Yasuoka được chú ý và ông chỉ huy Sư đoàn Thiết giáp 1, một lực lượng thiết giáp đặc biệt của đạo quân Quan Đông, được thành lập để tung vào trận Khalkhin Gol. Tuy nhiên, Nhật Bản đã thất bại trong trận này, và sư đoàn của ông bị giải tán ngày 9 tháng 7 năm 1939.
Năm 1941, ông làm chỉ huy Sư đoàn Lưu trú số 3. Đến tháng 3 năm 1941, ông xin nghỉ.
Tuy nhiên từ năm 1942-1945, Yasuoka quay trở lại với binh nghiệp và nhận chức Tổng đốc Surabaya ở Java. Ông giữ chức đó cho đến khi Nhật Bản đầu hàng; ông bị bắt, bị đưa ra tòa án quân sự và kết tội tội phạm chiến tranh. Ngày 12 tháng 4 năm 1948, ông bị xử tử.

### Sách
- Coox, Alvin (1990). Nomonhan: Japan Against Russia, 1939. Stanford University Press. ISBN 0-8047-1835-0.